# Гастон Модо
Гасто́н Вікто́р Модо́ (фр. Gaston Victor Modot; нар. 31 грудня 1887, Париж, Франція — 20 лютого 1970, Париж) — французький актор. Почав кар'єру в часи німого кіно, співпрацював з такими режисерами, як Луї Деллюк, Жермен Дюлак, Абель Ґанс, Жак Фейдер, Луїс Бунюель. Надалі постійно залучався для виконання ролей другого плану в найзначиміших французьких стрічках 1930-1950-х років багатьма режисерами «золотого століття французького кіно» (Жан Ренуар, Марсель Карне, Рене Клер, Жульєн Дювів'є). Всього знявся у понад 330-ти фільмах. Пробував себе також як режисер і сценарист.

## Біографія
Гастон Модо народився 31 грудня 1887 року в Парижі в сім'ї архітектора. Перш ніж стати актором, займався живописом. Був особисто знайомий з Модільяні і Пікассо.
З 1909 року почав працювати в кіно. Наступні декілька років Модо багато знімається в жанрових стрічках(по 10-60 короткометражних фільмів на рік), переважно в комічних детективах режисера Жана Дюрана і вестернах.
Після Першої світової війни на Гастона Модо звертають увагу абсолютно інші режисери. Він з'являється в інтелектуальних і авангардних фільмах таких режисерів, як Луї Деллюк і Жермен Дюлак, грає головну роль у фільмі Абеля Ґанса «Матір скорботна» (фр. Mater Dolorosa) (1917).
У 1930-х роках починається довга співпраця Модо з такими режисерами, як Рене Клер, Жан Ренуар, Марсель Карне. У їхніх стрічках актор завжди грає ролі другого плану, але ролі характерні, які запам'ятовуються. Яскраві образи Модо створив у фільмах «Правила гри» (1939) — єгер Шумахер; «Діти райка» (1944) — «сліпий» жебрак.
У 1930 році Модо сам ставить фільм «Жорстока казка» (фр. Conte cruel), і грає в ньому. У 1940-х роках Гастон Модо, паралельно з акторською роботою, пише низку сценаріїв, по трьох з яких у Франції ставляться фільми.
У 1960-х Гастон Модо перестає зніматися, але кілька разів бере участь у телевізійних проектах.

## Фільмографія (вибіркова)
| Рік  |    | Українська назва                             | Оригінальна назва                   | Роль                                    |
| ---- | -- | -------------------------------------------- | ----------------------------------- | --------------------------------------- |
| 1911 | кф | Кармен                                       | Carmen                              |                                         |
| 1911 | кф | Фауст і Маргарита                            | Faust et Marguerite                 |                                         |
| 1912 | кф | Зігото веде локомотив                        | Zigoto et la locomotive             |                                         |
| 1912 | кф | Серце, що горить                             | Coeur-Ardent                        | індієць                                 |
| 1912 | кф | Онезім проти Онезіма                         | Onésime contre Onésime              |                                         |
| 1912 | кф | Потяг смерті                                 | Le Railway de la mort               |                                         |
| 1913 | кф | Леонс-кінематографіст                        | Léonce cinématographiste            |                                         |
| 1915 | кф | Фронтовики дев'ятої                          | Les poilus de la neuvième           |                                         |
| 1917 | ф  | Мати Скорботна                               | Mater dolorosa                      |                                         |
| 1917 | ф  | Зона смерті                                  | La zone de la mort                  |                                         |
| 1917 | ф  | Уламок                                       | L'épave                             |                                         |
| 1917 | ф  | Таємнича танцівниця                          | La danseuse voilée                  |                                         |
| 1918 | ф  | Душа П'єра                                   | L'âme de Pierre                     |                                         |
| 1918 | кф | Вона                                         | Elle                                |                                         |
| 1918 | кф | Серпантен і його модель                      | Serpentin et son modèle             |                                         |
| 1919 | ф  | Ведмідь                                      | Un ours                             | Софі                                    |
| 1919 | ф  | Султан любові                                | La sultane de l'amour               | Каджар                                  |
| 1920 | ф  | Іспанське свято                              | La fête espagnole                   |                                         |
| 1921 | ф  | Матіас Сандорф                               | Mathias Sandorf                     | Карпена                                 |
| 1921 | ф  | Обрані морем                                 | Les élus de la mer                  |                                         |
| 1921 | кф | Лихоманка                                    | Fièvre                              | Топінеллі                               |
| 1922 | ф  | Земля диявола                                | La terre du diable                  | Асканіо                                 |
| 1922 | ф  | Імперія                                      | Impéria                             |                                         |
| 1922 | ф  | Паризькі таємниці                            | Les mystères de Paris               | військовик                              |
| 1923 | ф  | Кров Аллаха                                  | Le sang d'Allah                     | Анрі Анверсон                           |
| 1923 | ф  | Безневинна продавчиня квітів                 | La bouquetière des innocents        | Равальяк                                |
| 1923 | ф  | До південного горизонту                      | À l'horizon du sud                  | Арагім                                  |
| 1924 | ф  | Жебрачка із Сен-Сюльпіс                      | La mendiante de Saint-Sulpice       | Гронсе Депреті                          |
| 1924 | ф  | Нене                                         | Nène                                | Жан Куразьє                             |
| 1924 | ф  | Кузен Понс                                   | Le cousin Pons                      | Фразьє                                  |
| 1924 | кф | На допомогу!                                 | Au secours!                         |                                         |
| 1924 | ф  | Душа акторки                                 | Âme d'artiste                       |                                         |
| 1924 | ф  | Диво вовків                                  | Le miracle des loups                | граф дю Лю, сер де Шатонеф              |
| 1924 | ф  | За межами смерті                             | Más allá de la muerte               |                                         |
| 1925 | ф  | Неаполь у вогняному поцілунку                | Naples au baiser de feu             |                                         |
| 1926 | ф  | Кармен                                       | Carmen                              | Гарсіа «Ель Туерто»                     |
| 1926 | ф  | Віч-на-віч з вовками                         | Face aux loups                      |                                         |
| 1927 | ф  | Ліванський ланцюг                            | La châtelaine du Liban              | Ахмед Саїд                              |
| 1928 | ф  | Шофер мадемуазель                            | Le chauffeur de Mademoiselle        |                                         |
| 1928 | ф  | Таємниці сходу                               | Geheimnisse des Orients             | принц Хусейн                            |
| 1928 | ф  | Моє серце сповільнилося                      | Mon coeur au ralenti                |                                         |
| 1929 | ф  | Корабель втрачених душ                       | Das Schiff der verlorenen Menschen  | Морені — засуджений, що втік            |
| 1929 | ф  | Зелений монокль                              | Das grüne Monokel                   | Маккорнік                               |
| 1929 | ф  | Монте-Крісто                                 | Monte Cristo                        | Фернан Мондего / граф де Морсер         |
| 1929 | ф  | Чарівне життя Жанни Д'Арк, доньки Лотарингії | La merveilleuse vie de Jeanne d'Arc | лорд Глаздаль                           |
| 1929 | ф  | Під дахами Парижу                            | Sous les toits de Paris             | Фред, жорстокий                         |
| 1929 | ф  | Місто тисячі радощів                         | La ville des milles joies           |                                         |
| 1930 | ф  | Примари щастя                                | Phantome des Glücks                 | Дюпон                                   |
| 1930 | ф  | Освіта для доньки                            | Der Erzieher meiner Tochter         | капітан судна                           |
| 1930 | ф  | Свобода в ланцюгах                           | Freiheit in Fesseln                 | Поль Куммер                             |
| 1930 | ф  | Золотий вік                                  | L'âge d'or                          | чоловік                                 |
| 1931 | ф  | Навколо одного розслідування                 | Autour d'une enquête                | Бауманн, детектив                       |
| 1931 | ф  | Тригрошова опера                             | L'opéra de quat'sous                | Пічем                                   |
| 1931 | ф  | Севільські чари                              | L'ensorcellement de Séville         |                                         |
| 1932 | ф  | Під шкіряною каскою                          | Sous le casque de cuir              | капітан Сіміанов                        |
| 1932 | ф  | Фантомас                                     | Fantômas                            | Фермен, слуга маркізи                   |
| 1932 | ф  | Постріл удосвіта                             | Coup de feu à l'aube                | Сандіг                                  |
| 1933 | ф  | Тисяча і друга ніч                           | La mille et deuxième nuit           |                                         |
| 1933 | ф  | Хтось убитий                                 | Quelqu'un a tué                     |                                         |
| 1934 | ф  | Кренкебіль                                   | Crainquebille                       | агент Матра                             |
| 1934 | ф  | Притулок маленького дракона                  | L'auberge du Petit-Dragon           | імпресаріо                              |
| 1934 | ф  | Таємниця Імберже                             | Le mystère Imberger                 | слуга                                   |
| 1935 | ф  | Тисячна купюра                               | Le billet de mille                  | букмекер                                |
| 1935 | ф  | Клоун Букс                                   | Le clown Bux                        | Бенсон                                  |
| 1935 | ф  | Рота                                         | La bandera                          | легіонер Мюллер                         |
| 1935 | ф  | Лукреція Борджіа                             | Lucrèce Borgia                      | Фрекасса                                |
| 1935 | ф  | Веселі фінанси                               | Les gaîtés de la finance            | шеф гангстерів                          |
| 1936 | ф  | Життя належить нам                           | La vie est à nous                   | Філіп, племінник Лекока                 |
| 1936 | ф  | Пепе ле Моко                                 | Pépé le Moko                        | Джиммі, «людина-оркестр»                |
| 1936 | ф  | Прокляті                                     | Les réprouvés                       | бос                                     |
| 1937 | ф  | Білий вантаж                                 | Cargaison blanche                   | Альварес                                |
| 1937 | ф  | Мадемуазель лікар                            | Mademoiselle Docteur                | бос кафе                                |
| 1937 | ф  | Велика ілюзія                                | La grande illusion                  | інженер                                 |
| 1938 | ф  | Марсельєза                                   | La Marseillaise                     | доброволець                             |
| 1938 | ф  | Час вишень                                   | Le temps des cerises                | Гастон Раву                             |
| 1938 | ф  | Ті, хто прийдуть завтра                      | Ceux de demain                      | Реймон                                  |
| 1938 | ф  | Мальтійський будинок                         | La maison du Maltais                | помічник кочегара                       |
| 1939 | ф  | Кораловий риф                                | Le récif de corail                  | мексиканський полковник                 |
| 1939 | ф  | Кінець дня                                   | La fin du jour                      | власник кафе-бістро                     |
| 1939 | ф  | Правила гри                                  | La règle du jeu                     | Едуар Шумахер, лісничий                 |
| 1940 | ф  | Порожня ідея                                 | Une idée à l'eau                    | третій письменник                       |
| 1941 | ф  | Монмартр на Сені                             | Montmartre sur Seine                | дворецький                              |
| 1942 | ф  | Білий патруль                                | Patrouille blanche                  | Вонг                                    |
| 1942 | ф  | Останній козир                               | Dernier atout                       | Тоні Аманіто                            |
| 1942 | ф  | До ваших розпоряджень, мадам                 | À vos ordres, Madame                | коридорний                              |
| 1943 | ф  | Людина з Лондона                             | L'homme de Londres                  | Тедді                                   |
| 1943 | ф  | Благородний розбійник                        | Le brigand gentilhomme              | Террібль                                |
| 1944 | ф  | Горбань                                      | Le bossu                            | Вінто, німий                            |
| 1945 | ф  | Діти райка                                   | Les enfants du paradis              | слепой                                  |
| 1947 | ф  | Мовчання — золото                            | Le silence est d'or                 | Густав, кінооператор                    |
| 1947 | ф  | Останній притулок                            | Dernier refuge                      | Марсель                                 |
| 1947 | ф  | Антуан і Антуанетта                          | Antoine et Antoinette               | посадовець                              |
| 1948 | ф  | Лицар мертвого хреста                        | Le cavalier de Croix-Mort           | Огюстен                                 |
| 1948 | ф  | Нескінченний конфлікт                        | Éternel conflit                     | зазивала                                |
| 1948 | ф  | Літаюча шафа                                 | L'armoire volante                   | ганстер                                 |
| 1949 | ф  | Світанок                                     | Le point du jour                    | Тіберг'єн                               |
| 1949 | ф  | Школа нероб                                  | L'école buissonnière                | екзаменатор з французької               |
| 1949 | ф  | Таємниця жовтої кімнати                      | Le mystère de la chambre jaune      | Артюр                                   |
| 1949 | ф  | Аромат дами в чорному                        | Le parfum de la dame en noir        | Матьє                                   |
| 1949 | ф  | Побачення в липні                            | Rendez-vous de juillet              | професор                                |
| 1949 | ф  | Краса диявола                                | La beauté du diable                 | Джіпсі                                  |
| 1949 | ф  | А ось і красуня                              | La belle que voilà                  | консьєрж                                |
| 1951 | ф  | Віктор                                       | Victor                              | бос кафе                                |
| 1952 | ф  | Золота Каска                                 | Casque d'or                         | Денар                                   |
| 1953 | ф  | Сіро-зелений малюк                           | La môme vert de gris                | перший інспектор                        |
| 1954 | ф  | Тато, мама, служниця і я                     | Papa, maman, la bonne et moi...     | музикант-жебрак                         |
| 1954 | ф  | Французький канкан                           | French Cancan                       | друг Данглара                           |
| 1956 | ф  | Це називається зорею                         | Cela s'appelle l'aurore             | новий орендар Сандро                    |
| 1956 | ф  | Єлена і чоловіки                             | Elena et les hommes                 | циганський барон                        |
| 1957 | ф  | Бандити                                      | Les truands                         | Жак Бенуа                               |
| 1958 | ф  | Коханці                                      | Les amants                          | Кудрі                                   |
| 1958 | тф | Заповіт доктора Кордельє                     | Le testament du Docteur Cordelier   | Блез                                    |
| 1961 | ф  | Брехуни                                      | Les menteurs                        | Карлотті                                |
| 1962 | ф  | Диявол і десять заповідей                    | Le diable et les 10 commandements   | Дід (епізод «Un seul Dieu tu adoreras») |
| 1963 | ф  | Морський курс                                | L'itinéraire marin                  |                                         |